# Agnès de Montpeller
Agnès de Montpeller (c. 1190 - c. 1226) va ser vescomtessa de Besiers, Albi, Carcassona i Rasès.

## Vida
Era filla de Guillem VIII de Montpeller i de la seva segona esposa Agnès de Castella, casats el 1187 a Barcelona. El 1203 es va casar amb el jove vescomte de Carcassona Ramon Roger Trencavell. Aquest matrimoni va ser unas mediació pel rei Pere d'Aragó, que un any després es va casar amb la germanastra d'Agnès, Maria de Montpeller. El 1207 Agnès va donar a llum un hereu vescomtal, Ramon Trencavell. Serà l'unic fill que tindrà amb el vescomte de Carcassona.
La croada albigesa es va proclamar el 1208 després de l'assassinat del legat papal Pere de Castellnou. Aquesta guerra va servir de pretext per a la invasió del Llenguadoc per part de senyors francesos. Els croats van assetjar Carcassona l'agost del 1209 i, malgrat la resistència inicial de la ciutat i les negociacions del rei d'Aragó per aconseguir la pau, la ciutat finalment es va rendir. El vescomte va ser fet presoner a traïció i el novembre del mateix any va morir empresonat. El seu únic fill i hereu va passar la seva infància a cura dels comtes de Foix.
Agnès aquell mateix mes de novembre va signar amb Simó de Montfort, cap de la croada contra els albigesos, la seva renúncia als drets que tenia sobre el vescomtat de Carcassona.
La darrera notícia d'Agnès és del 1226, quan va renunciar a la seva dot de Ramon Roger a favor del rei Lluís VIII de França.